# كيث دويل
كيث دويل (بالإنجليزية: Keith Doyle)‏ (20 يوليو 1979 بدبلن في جمهورية أيرلندا - ) هو لاعب كرة قدم أيرلندي في مركز الدفاع. شارك مع منتخب جمهورية أيرلندا تحت 20 سنة لكرة القدم. أما مع النوادي، فقد لعب مع باتريك أتلتيك ونادي شامروك روفرز ونادي كلية جامعة دبلن وDublin City F.C. ‏ وأثلون تاون ‏ وBray Wanderers F.C. ‏.

## وصلات خارجية
- كيث دويل على موقع قاعدة بيانات كرة القدم.إي يو (الإنجليزية)